# Distretto di Çemişgezek
Il distretto di Çemişgezek (in turco Çemişgezek ilçesi) è uno dei distretti della provincia di Tunceli, in Turchia.